# Marguerite Jamois
Marguerite Jamois (París, 8 de marzo de 1901-París, 20 de noviembre de 1964), fue una actriz y directora teatral de nacionalidad francesa.

## Biografía
Nacido en París, Francia, debutó en 1920 como figurante para Firmin Gémier, haciendo después el papel principal en Amants puérils, de Fernand Crommelynck. 
En 1921-1922 actuó con Charles Dullin en el Studio des Ursulines (hizo El avaro de Molière, y L'occasion de Mérimée), y después se asoció con Gaston Baty. En total, entre 1920 y 1947 interpretó 45 papeles diferentes.
Su físico, más bien austero, no la predisponía para la comedia, y sus mejores papeles tuvieron lugar en las obras: Martine, de Jean-Jacques Bernard (1922); Maya, de Simon Gantillon (1924); Fedra; La Mégère apprivoisée, y Macbeth. 
Jamois sucedió a Gaston Baty en el Teatro Montparnasse de París a partir de 1943, manteniendo el cargo durante veinte años.
Marguerite Jamois falleció en París en 1964 a causa de un cáncer. Fue enterrada en el Cementerio del Père-Lachaise.

## Filmografía
Cine
- 1949 : Le Secret de Mayerling, de Jean Delannoy
- 1955 : Si Paris m'était conté, de Sacha Guitry

Televisión
- 1959 : Britannicus, dirigida por Jean Kerchbron

## Teatro

### Actriz
- 1921 : Les Amants puérils, de Fernand Crommelynck, escenografía de Gaston Baty, Teatro de los Campos Elíseos
- 1922 : L'Occasion, de Prosper Mérimée, escenografía de Charles Dullin, Teatro de l'Atelier
- 1922 : Martine, de Jean-Jacques Bernard, escenografía de Gaston Baty, Teatro des Mathurins
- 1923 : Martine, de Jean-Jacques Bernard, escenografía de Gaston Baty, Baraque de la Chimère Saint-Germain-en-Laye
- 1923 : Je veux revoir ma Normandie, de Lucien Besnard, escenografía de Gaston Baty, Baraque de la Chimère Saint-Germain-en-Laye
- 1924 : L'Invitation au voyage, de Jean-Jacques Bernard, escenografía de Gaston Baty, Teatro de los Campos Elíseos
- 1925 : La Cavalière Elsa, de Paul Demasy a partir de Pierre Mac Orlan, escenografía de Gaston Baty, Teatro de los Campos Elíseos
- 1925 : Martine, de Jean-Jacques Bernard,  escenografía de Gaston Baty, Teatro de los Campos Elíseos
- 1925 : La señorita Julia, de August Strindberg, escenografía de Gaston Baty, Teatro de los Campos Elíseos
- 1928 : Hamlet, de Shakespeare, escenografía de Gaston Baty, Teatro de l'Avenue
- 1930 : La ópera de los tres centavos, de Bertolt Brecht, escenografía de Gaston Baty, Teatro Montparnasse
- 1932 : Comme tu me veux, de Luigi Pirandello, escenografía de Gaston Baty, Teatro Montparnasse
- 1933 : Crimen y castigo, a partir de Fiodor Dostoyevski, escenografía de Gaston Baty, Teatro Montparnasse
- 1933 : Milmort, de Paul Demasy, escenografía de Paulette Pax, Teatro de l'Œuvre
- 1934 : Prosper, de Lucienne Favre, escenografía de Gaston Baty, Teatro Montparnasse
- 1935 : Hommage des acteurs à Pirandello : Comme tu me veux, de Luigi Pirandello, Teatro des Mathurins
- 1940 : Fedra, de Jean Racine, escenografía de Gaston Baty, Teatro Montparnasse
- 1942 : Macbeth, de Shakespeare, escenografía de Gaston Baty, Teatro Montparnasse
- 1943 : Hedda Gabler, de Henrik Ibsen, escenografía de Marguerite Jamois, Teatro Montparnasse
- 1944 : Le Grand Poucet, de Claude-André Puget, escenografía de Gaston Baty, Teatro Montparnasse
- 1944 : Emily Brontë, de Madame Simone, escenografía de Gaston Baty, Teatro Montparnasse
- 1945 : Lorenzaccio, de Alfred de Musset, escenografía de Gaston Baty, Teatro Montparnasse
- 1945 : La fierecilla domada, de Shakespeare, escenografía de Gaston Baty, Teatro Montparnasse
- 1946 : A Electra le sienta bien el luto, de Eugene O'Neill, escenografía de Marguerite Jamois, Teatro Montparnasse
- 1947 : L'Archipel Lenoir, de Armand Salacrou, escenografía de Charles Dullin, Teatro Montparnasse
- 1949 : Neiges, de Marcelle Maurette y Georgette Paul, escenografía de Marguerite Jamois, Teatro Montparnasse
- 1951 : Las amistades peligrosas, de Pierre Choderlos de Laclos, escenografía de Marguerite Jamois, Teatro Montparnasse
- 1952 : Médée, de Robinson Jeffers, escenografía de Georges Vitaly, Teatro Montparnasse
- 1954 : Un nommé Judas, de Pierre Bost y Claude-André Puget, escenografía de Jean Mercure, Comédie Caumartin
- 1955 : Un nommé Judas, de Pierre Bost y Claude-André Puget, escenografía de Jean Mercure, Teatro des Célestins
- 1957 : Fausto, de Goethe, escenografía de Gaston Baty, Teatro Montparnasse

### Directora
- 1943 : Hedda Gabler, de Henrik Ibsen, Teatro Montparnasse
- 1946 : A Electra le sienta bien el luto, de Eugene O'Neill, Teatro Montparnasse
- 1949 : Neiges, de Marcelle Maurette y Georgette Paul, Teatro Montparnasse
- 1950 : El complejo de Filemón, de Jean Bernard-Luc, Teatro Montparnasse
- 1951 : Las amistades peligrosas, de Pierre Choderlos de Laclos, Teatro Montparnasse
- 1955 : La casa de té de la luna de agosto, de John Patrick, Teatro Montparnasse
- 1956 : El diario de Ana Frank, de Frances Goodrich y Albert Hackett, Teatro Montparnasse
- 1960 : Un goût de miel, de Shelagh Delaney, adaptación de Gabriel Arout y Françoise Mallet-Jorris, Teatro des Mathurins
- 1961 : Andrómaca, de Jean Racine, Teatro des Célestins
- 1961 : El mercader de Venecia, de William Shakespeare, Teatro del Odéon